# 希思罗机场四号航站楼
希思罗机场四号航站楼（英語：Heathrow Terminal 4）是位于希思罗机场南跑道（09R/27L）南侧，毗邻货运区的航站楼。四号航站楼提供希思罗货运隧道与T2、T3相连，且旅客可使用希思罗机场4号航站楼地铁站和希思罗机场4号航站楼火车站搭乘地铁或火车。四号航站楼于2020年一度暂停营运。1986年4月1日，威尔士亲王查尔斯和威尔斯王妃戴安娜宣告四号航站楼投运，航站楼造价达2亿英镑。英国航空公司在1986年成为四号航站楼的主要用户，直到2009年10月29日。四号航站楼因此成为天合联盟各成员在希思罗的运营基地。

## 概述

### 航站楼设计
该航站楼最初设计为短途“点对点”交通设施，以弥补其与机场中央航站区相对较长的距离。航站楼的登机口离值机大厅和安检大厅十分近，以便旅客快速进入候机区（短途/重点商务航班的需求）。开业后，它的特点例如进出港旅客完全分流以及长达1⁄3英里（0.54）的出发大厅。
时任英国航空董事长的约翰·金勋爵要求将四号航站楼划为英国航空专用航站楼，以实现该航空公司只用一座航站楼运营所有始发终到航班的目标（但该目标直到2008年五号航站楼投用后仍未达成）。英国航空亦计划盖特威克机场北区划为英国航空专用航站楼。
4号航站楼与中央航站区的距离和设计难以适应英国航空的运营需求，并且严重影响了英国航空的业绩（在2008年五号航站楼投运前尤为严重）。例如，乘客必须乘坐公共汽车在T4和中央航站区之间中转，而非距离更短的自动人行道（例如T1~T3间的自动人行道），旅客若在四号航站楼登机，登机口区域就无法应付四百余名旅客搭乘波音747的需求。乘客的行李也被迫使用面包车运输，有时行李还会被放在错误的区域（尽管该问题在1990年代后期通过在中央航站区和四号航站楼间加建自动转运隧道后有所缓解）。

### 改进和翻新
在2008年英国航空的大部分航班转场到五号航站楼后，机场当局投资两亿英镑升级四号航站楼，使其足以应付45家航空公司的航班，并成为天合联盟在希思罗的营运基地。出发前厅经改造以缓解拥堵问题来提高安全性，2009年启用新值机柜台。航站楼的大部分内部区域在2009年至2014 年间翻新，2009年新建天合联盟贵宾休息室，随后阿提哈德航空休息室亦入驻。马来西亚国际航空黄金休息室、海湾航空黄金猎鹰休息室、卡塔尔航空公司高级休息室和环亚机场高级休息室亦在2010年后入驻。2009年加建两个可停靠A380的机位，2015年再加建两个。此外，新行李系统也已经部署。迄2016年初，到达区正在进行翻新工程。

### 因暂停营运
2020年，因应疫情，所有在四号航站楼始发终到的航班停飞。为四号航站楼服务的地铁和火车站亦因此停运；伦敦交通局铁路服务将原本在四号航站楼的服务转移到五号航站楼。因航班量减少，希思罗机场为此还关闭了一条跑道。2021年6月，四号航站楼恢复营运，但只为来自红名单国家/地区的旅客服务。火车站和地铁站仍然关闭。
2022年2月23日，希思罗机场首席执行官约翰·霍兰德·凯伊宣布四号航站楼将在七月夏季高峰期恢复营运。后定在6月14日恢复营运。

## 使用四号航站楼的航空公司

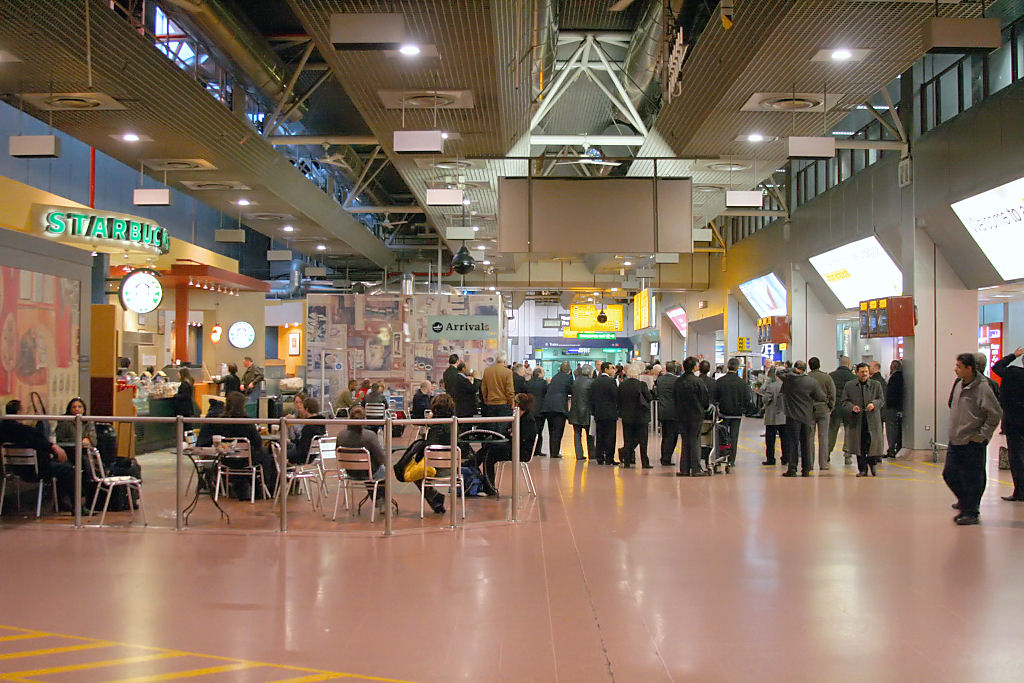
四号航站楼内部（2012年翻新前）

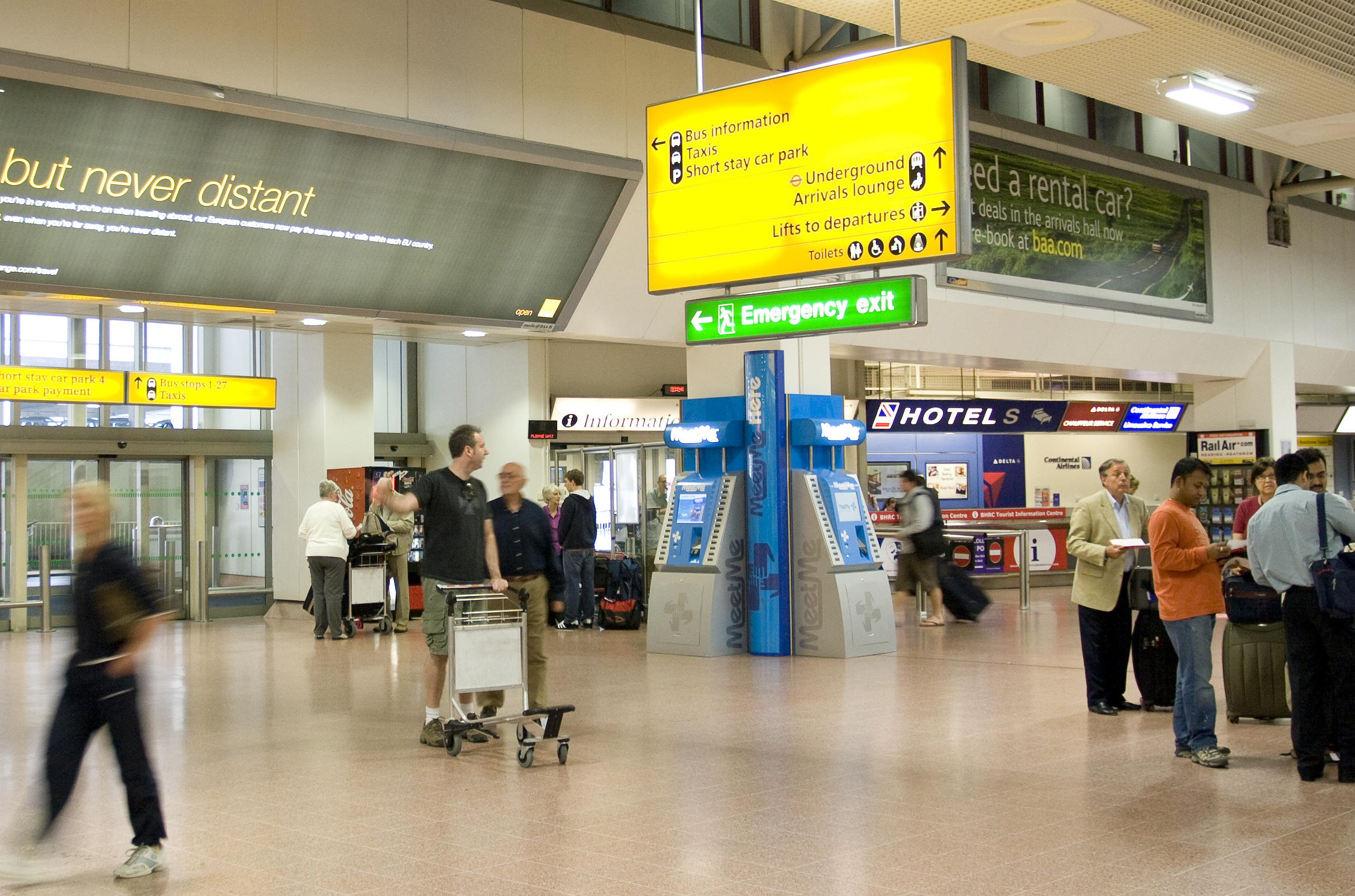
四号航站楼到达层（2012年翻新前）

### 天合联盟成员
所有在希思罗机场运营的天合联盟成员统一使用四号航站楼，但中东航空、印尼鹰航和达美航空只使用三号航站楼。后者于2016年9月14日转场到三号航站楼以便旅客换乘维珍航空（达美航空合作伙伴）的航班。

### 寰宇一家成员
三家寰宇一家成员航空公司在四号航站楼提供服务，分别是马来西亚国际航空、摩洛哥皇家航空和卡塔尔航空。三者皆在迁入四号航站楼后入盟。斯里兰卡航空曾在四号航站楼营运，但在2014年入盟后转场到三号航站楼。

### 星空联盟成员
目前没有星空联盟成员在四号航站楼提供服务。
此前，印度航空于2014年加入星空联盟后，于2017年1月25日转场到二号航站楼。联合航空曾在四号航站楼提供服务，直到2014年6月4日转场到二号航站楼为止。

### 非航空联盟成员
使用四号航站楼的主要不结盟航司有阿提哈德航空、文莱皇家航空、以色列航空、海湾航空和阿曼航空。迄2022年9月，科威特航空亦从T2移师至此。

## 地面交通

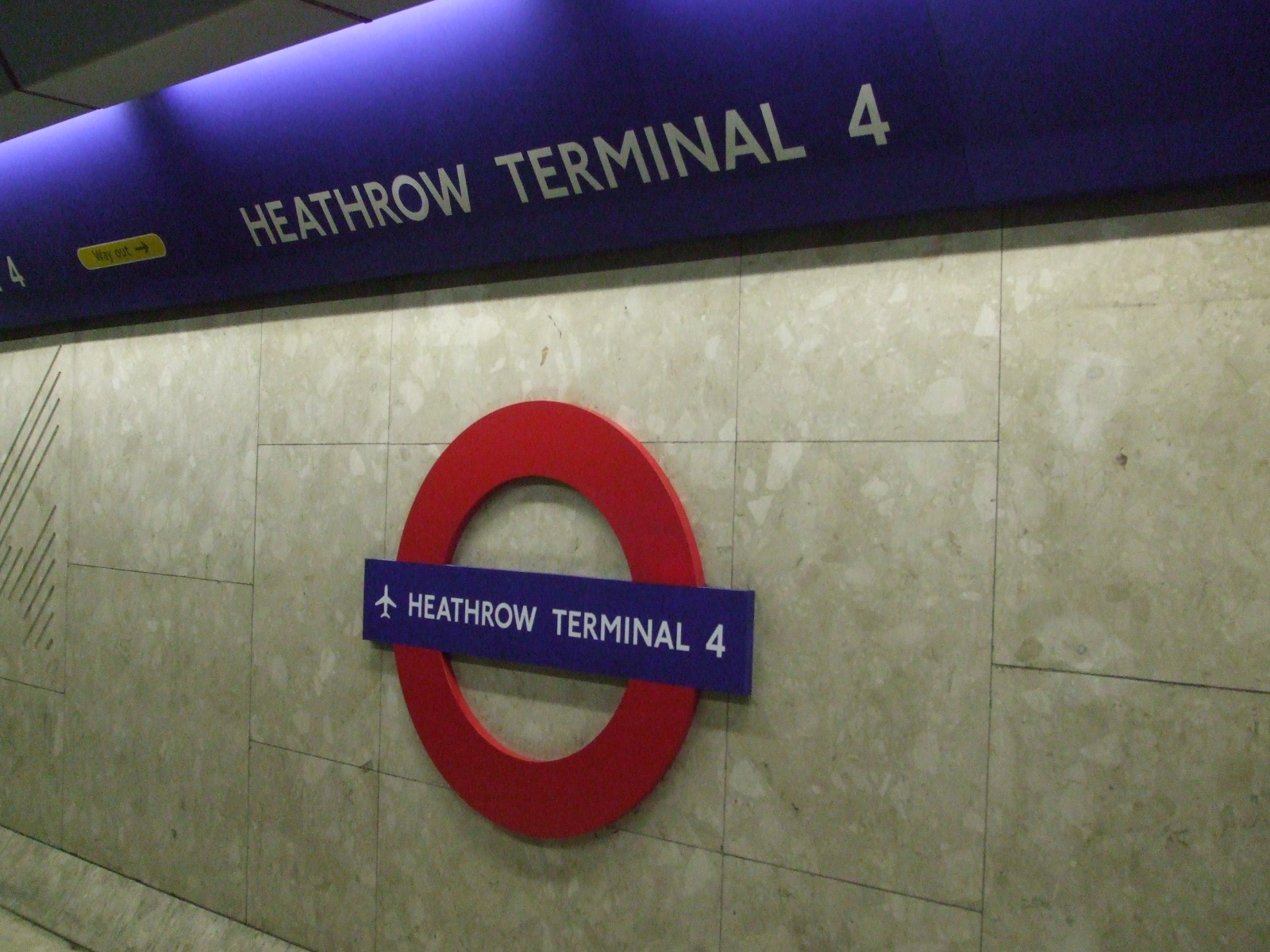
希思罗机场4号航站楼站

### 道路连接
旅客可通过M25高速公路14号立交桥经A3113公路和南部周边公路进入四号航站楼。旅客亦可从伦敦市中心通过M4高速公路三号立交出口进入四号航站楼。在T4对面有一个临时车辆停车场，在双河对面有一个常驻车辆停车场。

### 铁路连接
伦敦地铁皮卡迪利线希思罗机场4号航站楼地铁站和希思罗机场 4号航站楼火车站的希思罗机场快线衔接四号航站楼。旅客可免费搭乘希思罗机场快线在希思罗中央站和四号航站楼间往返。在希思罗中央航站区，乘客可以免费前往5号航站楼站，也可以换乘希思罗机场快线到伦敦帕丁顿车站。伊丽莎白线（前身为伦敦交通局铁路和希思罗机场联络线）为旅客提供各停列车服务，终点是伦敦帕丁顿车站11/12/14号站台。从2022年秋季开始，伊丽莎白线列车将继续通过伦敦市中心下方的新隧道到直通伦敦东南处的修道院森林車站。在2023年5月伊丽莎白线全线通车后，火车也将接入大东方干线，直通仙菲爾德站。迄2019年2月，在旅行前购买到帕丁顿机场的标准成人单程票时，票价25英镑（非高峰期为22英镑），如在火车上购票，则售27英镑。
皮卡迪利线每小时最多有6趟列车（行车间隔约为十分钟），经中伦敦前往通往卡克福斯特斯。前往伦敦市中心的列车途经希思罗机场2号和3号航站楼站。有时旅客可能得在四号航站楼滞留八分钟以上。虽然用时更长，但票价比希思罗机场快线更加低廉。迄2019年2月，前往伦敦市中心车站的成人单程票价从3.1英镑到6英镑不等，具体取决旅途用时以及非接触式支付卡的使用（包括蠔卡）。

### 公交连接
4号航站楼有多条当地巴士和长途汽车连接，并设有停车场。

## 流行文化
希思罗机场四号航站楼智选假日酒店室内设计为英国的知名都市传说，亦为Creepypasta中The Backrooms的第一百八十八关。